# Municipio de San Andrés Semetabaj
Municipio de San Andrés Semetabaj är en kommun i Guatemala.   Den ligger i departementet Departamento de Sololá, i den sydvästra delen av landet, 70 km väster om huvudstaden Guatemala City.